# Montanhas Anamitas

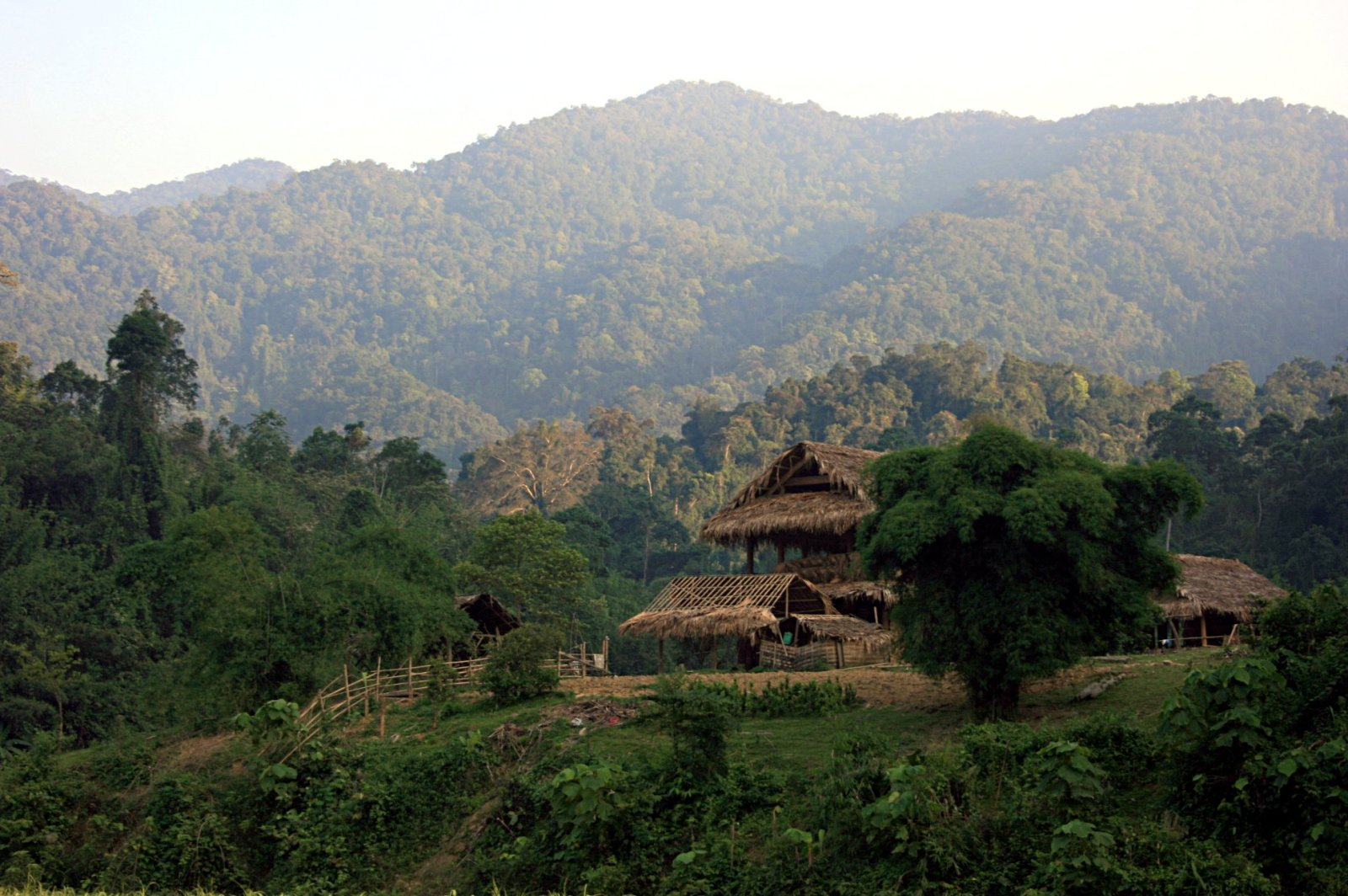
As montanhas de Truong Son no Parque Nacional Pu Mat, no Vietname.

Cordilheira Anamesa, Montes Anameses, Cordilheira Anamesa, Montanhas Anamitas, Cordilheira Anamita ou ainda Truong Son é uma cordilheira do leste da Indochina, que se estende por cerca de 1100 km pelo Laos, Vietname, e uma pequena área no nordeste do Camboja. Em língua vietnamita é conhecida por Dãy Trường Sơn, em língua laociana por Phou Luang, e em língua francesa por Chaîne Annamitique. 
Dispõe-se paralela à costa vietnamita, e divide a bacia do rio Mekong do mar da China Meridional. 